# Robert Hales
Robert Hales es un diseñador gráfico y director de videos musicales británico. Hales ha dirigido videos musicales para varios artistas, como Bridgit Mendler, Jet, The Veronicas, Fuel, Stereophonics, The Donnas, Justin Timberlake, Nine Inch Nails, Gnarls Barkley, Britney Spears, Miley Cyrus y Crowded House. Robert Hales no solo fue el codirector del video musical de "Starfuckers, Inc." de Nine Inch Nails, sino que también diseñó la carátula del CD-Sencillo de "The day the world went away" de la banda.
El 31 de agosto de 2006, Hales ganó un MTV Video Music Award por la dirección del vídeo musical de "Crazy" de Gnarls Barkley.

## Videografía
2000
- Black Rebel Motorcycle Club - "Love burns"

2002
- Richard Ashcroft - "Money to burn"
- Vex Red - "Can't smile"
- Kid Rock - "You never met a motherfucker quite like me"

2005
- The Veronicas - "Everything I'm not"

2006
- Fort Minor - "Petrified"
- Craig David - "Unbelievable"
- Gnarls Barkley - "Crazy"
- Gnarls Barkley - "Smiley faces"
- Jet - "Put your money where your mouth is"

2007
- Scissor Sisters - "Kiss you off"
- Justin Timberlake - "LoveStoned"
- OneRepublic - "Apologize"
- Jonas Brothers - "When you look me in the eyes"

2008
- Britney Spears - "Break the Ice"
- Shwayze - "Buzzin'"
- Delta Goodrem - "In this life"
- Robin Thicke - "Magic"

2009
- Janet Jackson - "Make me"

2010
- Miley Cyrus - Can't Be Tamed
- Miley Cyrus - Who Owns My Heart

2012
- Red Hot Chili Peppers - Look Around

2015
- Death Cab For Cutie - Black Sun
- Imagine Dragons - Shots
- Muse - Dead Inside